# Phrynobatrachus minutus
Phrynobatrachus minutus är en groddjursart som först beskrevs av George Albert Boulenger 1895.  Phrynobatrachus minutus ingår i släktet Phrynobatrachus och familjen Phrynobatrachidae. IUCN kategoriserar arten globalt som livskraftig. Inga underarter finns listade i Catalogue of Life.